# 9 Lowther Terrace

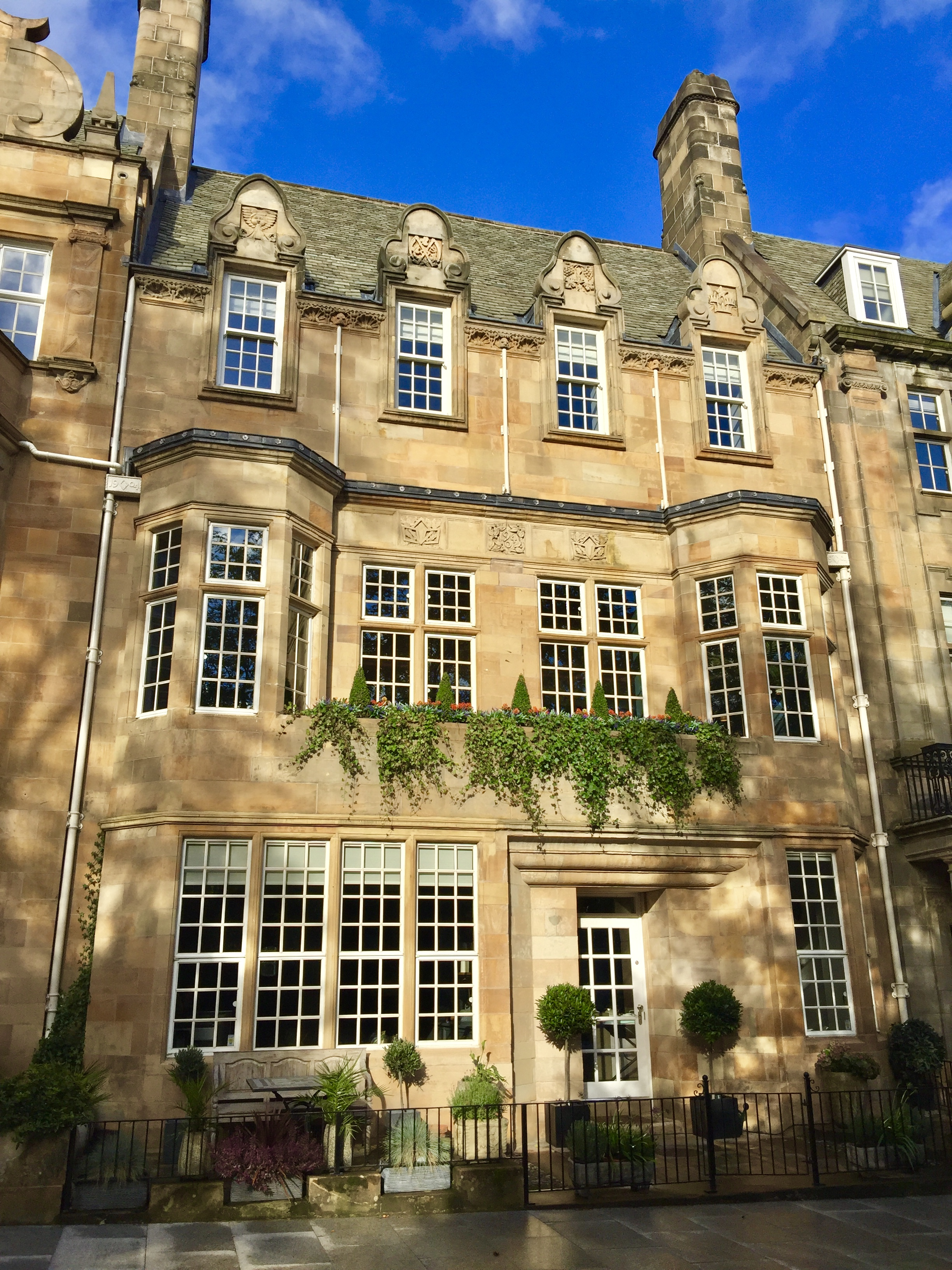
9 Lowther Terrace

Unter der Adresse 9 Lowther Terrace in der schottischen Stadt Glasgow befindet sich ein Wohngebäude. 1970 wurde das Bauwerk in die schottischen Denkmallisten zunächst in der Kategorie B aufgenommen. Die Hochstufung in die höchste Denkmalkategorie A erfolgte 1988. Des Weiteren ist das Gebäude Teil eines umfassenderen Denkmalensembles der Kategorie A.
Die Gebäude 9 und 10 Lowther Terrace wurden miteinander verbunden und von den späten 1940er-Jahren bis 2007 von der Church of Scotland als Altenheim genutzt. Danach stand es jahrelang leer, bevor Sanierungsarbeiten begannen.

## Beschreibung
Der Bau nach einem Entwurf des bedeutenden schottischen Architekten Sydney Mitchell wurde 1904 begonnen und 1906 abgeschlossen. Das Gebäude steht zurückversetzt von der Great Western Road (A82) westlich der Botanische Gärten Glasgows. Das von James Miller entworfene Haus 10 Lowther Terrace grenzt direkt an.
Das dreistöckige Gebäude ist im Stile der schottischen Neorenaissance ausgestaltet. Die südwestexponierte Frontfassade ist vier Achsen weit. Ausluchten flankieren die tiefliegende Eingangstüre mit abgeschrägter Laibung. Links ist ein Vierlingsfenster mit steinernen Fensterpfosten eingelassen. Ein Balkon mit steinerner Brüstung verläuft im ersten Obergeschoss. Oberhalb der Fenster verläuft ein ornamentierter Fries, in dem auch das Baujahr 1904 wiedergegeben wird. Die Fenster des zweiten Obergeschosses sind als Lukarnen mit jakobinischer Ausgestaltung gearbeitet. Unterhalb der Traufe verläuft ein aufwändig ornamentierter Muschelfries. Das abschließende Satteldach ist mit Schiefer eingedeckt. Die beiden firstständigen Kamine teilt sich das Gebäude mit den beiden Nachbarhäusern.

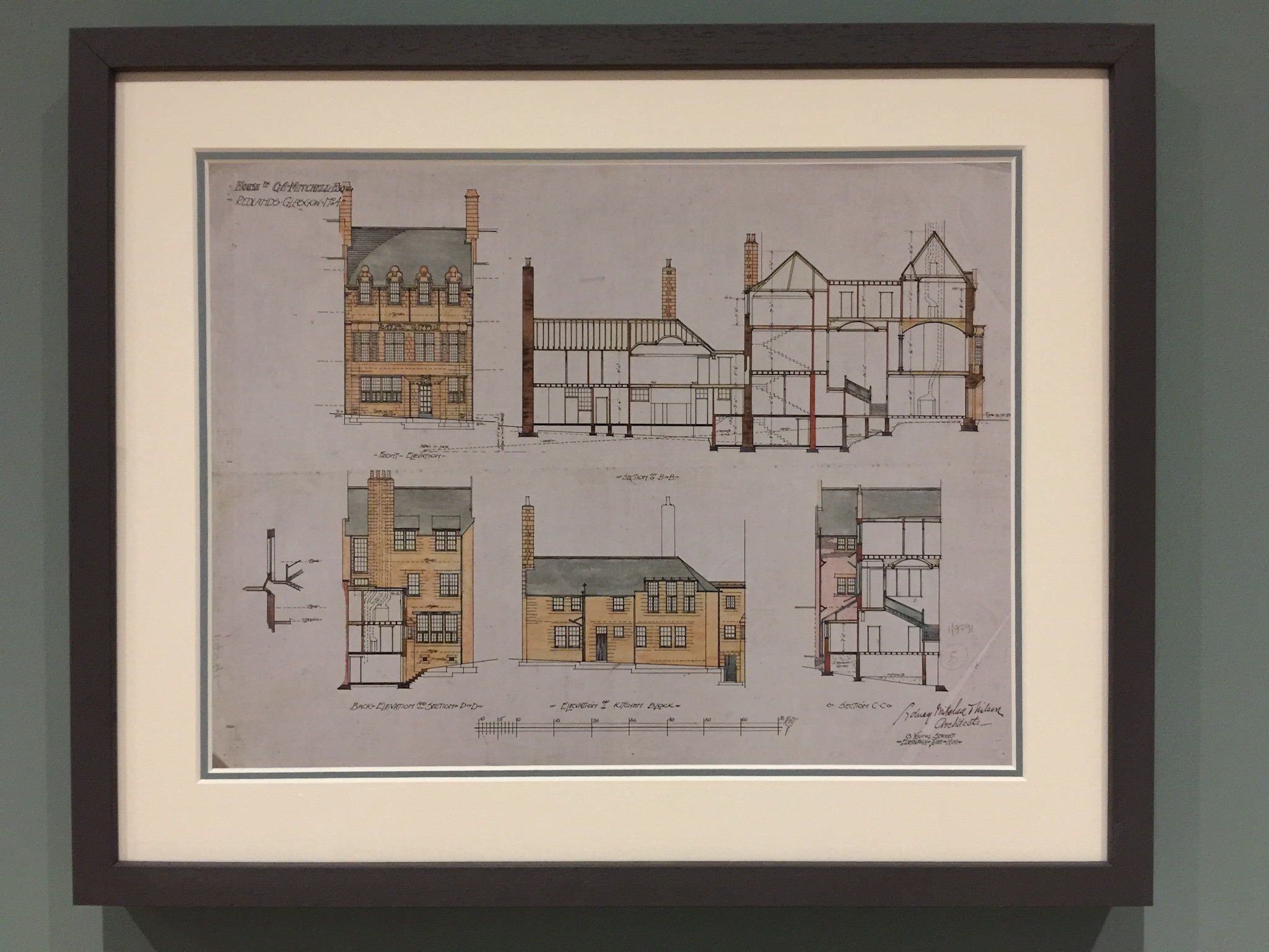
Planzeichnungen
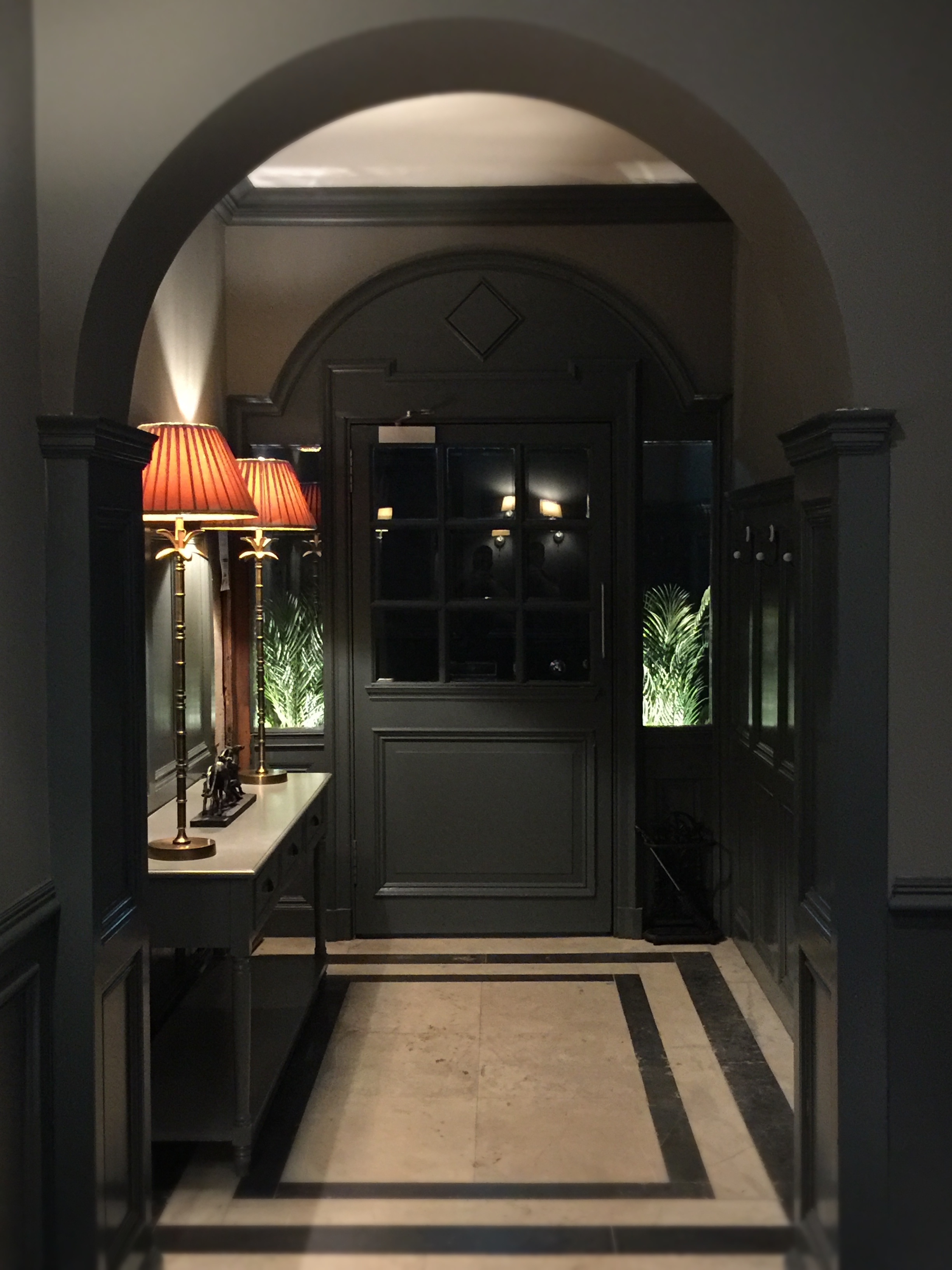
Eingangsbereich
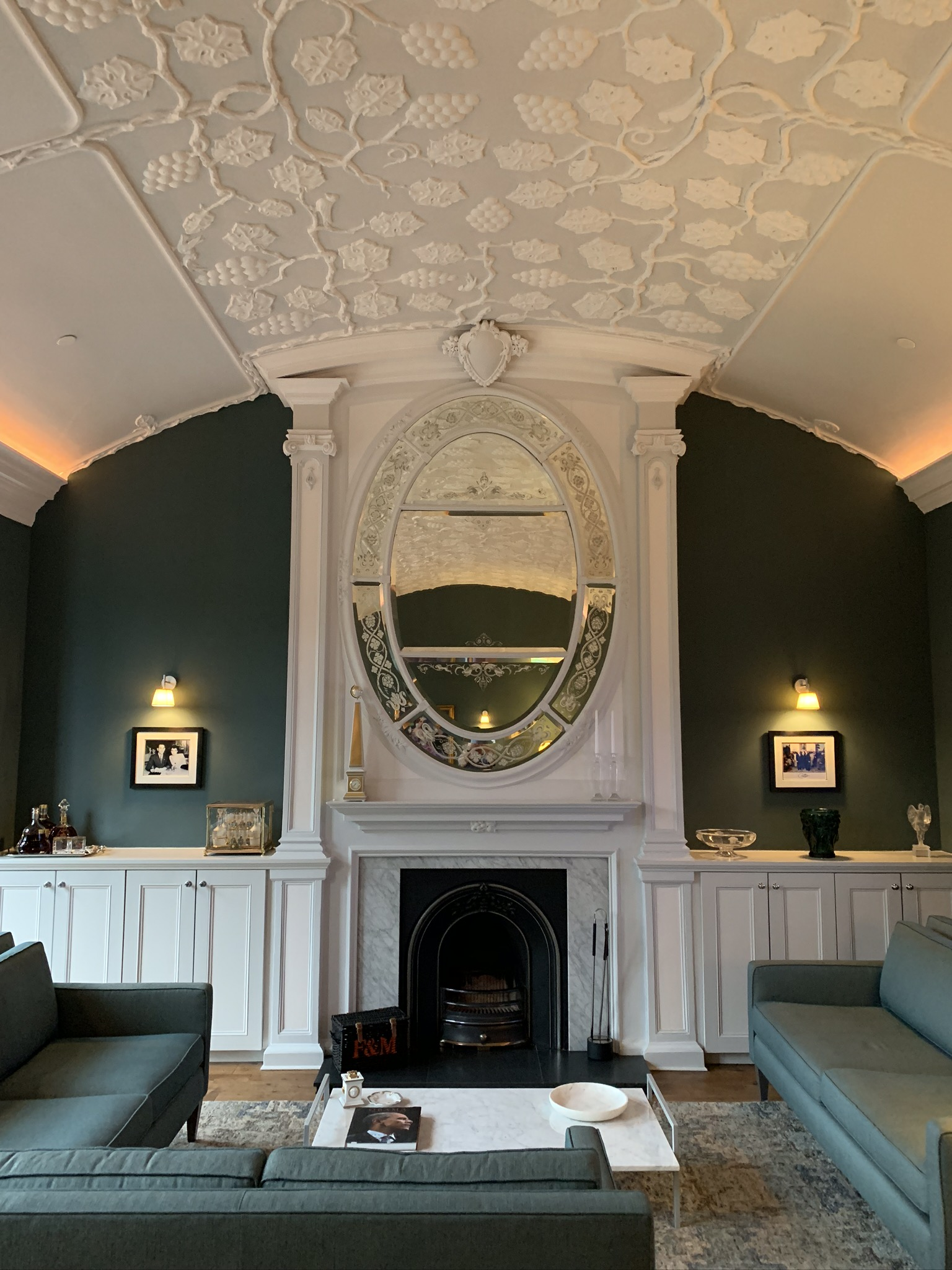
Wohnbereich